# Tylomys fulviventer
Tylomys fulviventer és una espècie de mamífer rosegador de la família dels cricètids. És endèmic de Darién (Panamà), on viu a altituds d'entre 600 i 1.200 msnm. No se sap gaire cosa sobre el seu hàbitat i la seva història natural. Es desconeix si hi ha cap amenaça significativa per a la supervivència d'aquesta espècie. El seu nom específic, fulviventer, significa ‘ventre bru’ en llatí.